# Ingeniero Jacobacci
Ingeniero Jacobacci, denominata Huahuel Niyeu prima del 1917, è una cittadina del Dipartimento di Veinticinco de Mayo, nella Provincia di Río Negro, Argentina. Porta il nome di Guido Jacobacci, ingegnere italiano di origini modenesi, direttore dei lavori della linea ferroviaria Ferrocarril General Roca che operò nella tratta da San Antonio Oeste a San Carlos de Bariloche.
Si trova lungo quella che è denominata Línea Sur rionegrina, in piena meseta patagonica, a 210 km da San Carlos de Bariloche, 370 km da General Roca ed a 700 km dalla capitale provinciale, Viedma. Il clima è secco e ventoso. La principale attività economica è l'allevamento, specialmente ovino. Per molto tempo è stata la stazione di fine corsa del treno a scartamento ridotto conosciuto come La Trochita, che collegava la località con la città di Esquel, nella provincia di Chubut.

## Storia
Inizialmente, la ridotta popolazione di immigrati e nativi del luogo si insediarono in una località denominata Paraje Quetrequile (vocabolo tehuelche). Il piccolo insediamento prese il nome di Nahuel Niyeo. Li vennero istituiti la scuola, il posto di polizia, il giudice di pace ed un posto di primo soccorso.
Con l'arrivo della ferrovia, la popolazione cominciò ad insediarsi nella zona a partire dal 1916 e, dopo alcuni anni, il luogo prese il nome di Ingeniero Jacobacci, in onore dell'ingegnere che diresse i lavori di costruzione della linea ferroviaria.

## Geografia fisica
La città si trova in una zona di meseta, con canyon, preterie e grandi estensioni rurali semidesertiche. Grazie alla buona volontà delle istituzioni locali e degli abitanti la città si è modificata, con il passare del tempo, apparendo come la si può osservare oggi: viali alberati, piazze e giardini che ne hanno migliorato molto l'aspetto rispetto ai primi anni dalla sua fondazione, quando appariva grigia e deserta.
È la località più importante della Región Sur Rionegrina (regione sud rionegrina), denominazione di uso recente che sostituisce quella precedente di “Línea Sur”, o “Línea del Estado”, per via del tragitto che compiva il treno da Buenos Aires verso San Carlos de Bariloche, passando attraverso questa regione.

### Flora e fauna
La flora tipica è rappresentata dalla steppa di arbusti bassi neneo, coirón, uña de gato, zampa, molle, michay ed altre specie con caratteristiche simili, tutte conosciute con nomi di origine mapuche.
La fauna caratteristica della zona è dominata da specie come pecore, capre, lepri della Patagonia, guanacos, volpe grigia, volpe rossa, ñandú, aquila mora, ecc. Una peculiarità faunistica è rappresentata dalla Laguna Carrilaufquen, dove si possono vedere i fenicotteri, le anatre selvatiche ed i gabbiani.

### Clima
Il clima predominante è arido e freddo, con una media annuale delle precipitazioni di 200 mm, concentrate in autunno ed inverno. Sia i periodi di siccità sia le eventuali, ma abbondanti, precipitazioni nevose, oltre alla rigidità del clima invernale (temperature minime fino ai -25/-30 °C) influenzano negativamente la produzione agricola, l'allevamento e le condizioni di vita delle popolazioni rurali. In accordo con gli studi condotti dai tecnici dell'INTA (Instituto Nacional de Tecnología Agropecuaria), D. Galliardini y J. Millovich, la desertificazione della zona è in una condizione da media a grave. La temperatura media annuale oscilla intorno ai 10 °C. La caratteristica climatica di tutta la regione è il vento, che spira con raffiche a più di 50 km/h, movimentando grandi quantità di sabbie e polveri.

## Economia

### Turismo
Le attrazioni turistiche della zona comprendono la Laguna Carrilaufquen, a circa 15 km della città, lungo la Ruta Provincial RP 6, dove è possibile praticare la pesca o gli sport nautici. A 5 km da Ingeniero Jacobacci si trova un luogo in cui sono stati ritrovati vari fossili di dinosauri. La zona è chiamata la Tumba de los últimos dinosaurios (la tomba degli ultimi dinosauri).

## Galleria d'immagini

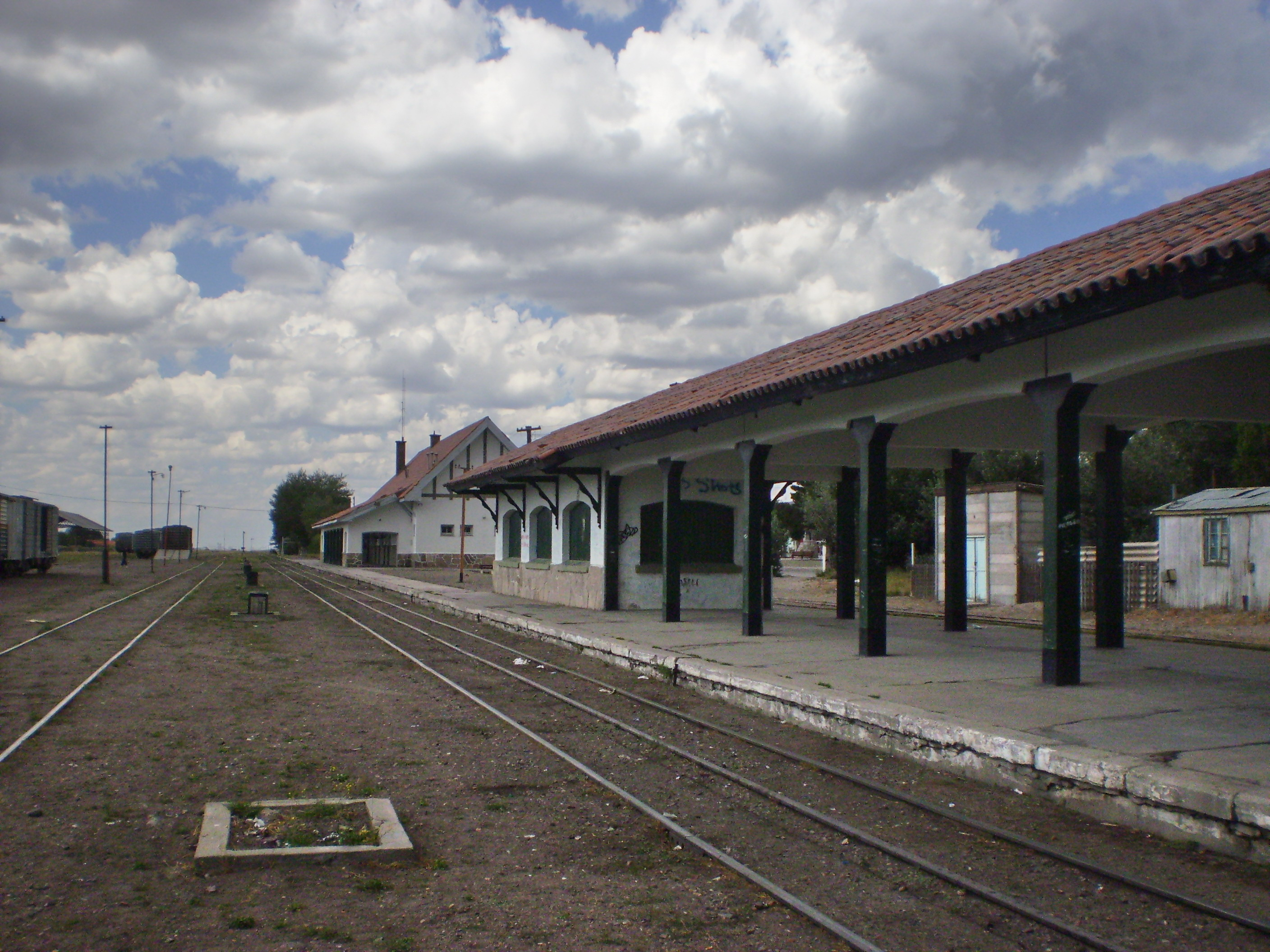
I binari della stazione ferroviaria.
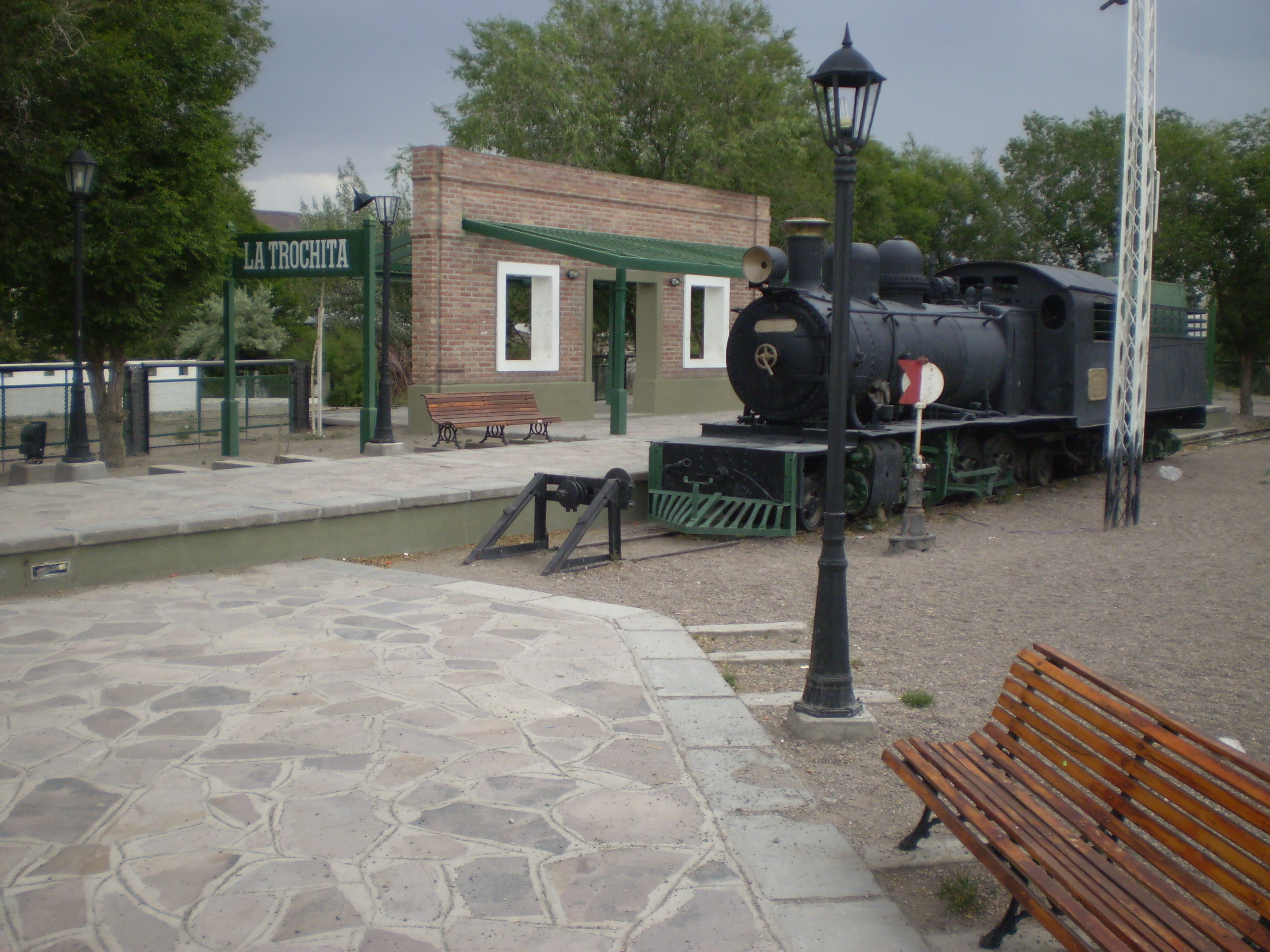
La Trochita, in sosta presso la stazione.
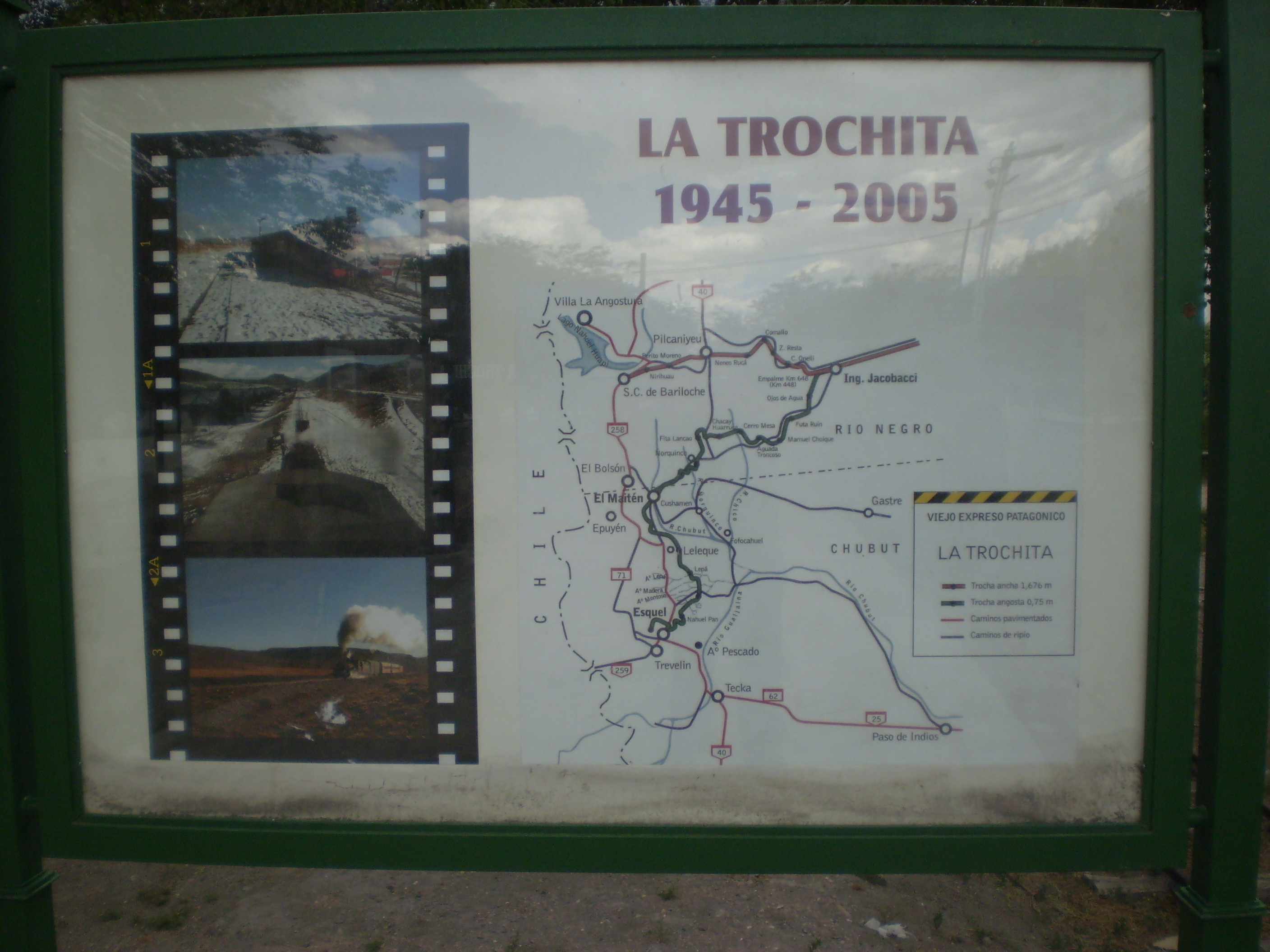
Percorso de La Trochita.
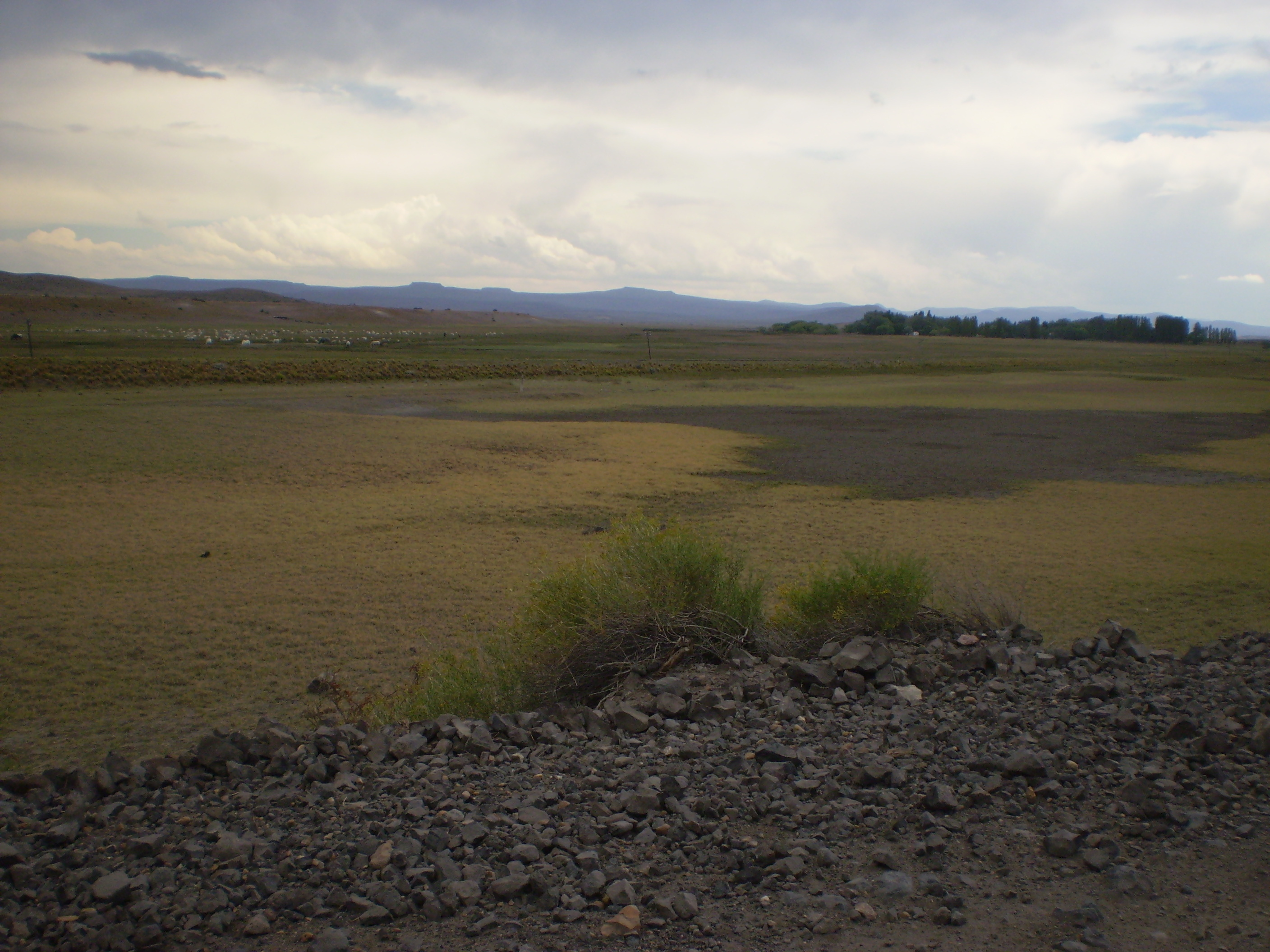
La meseta patagonica.
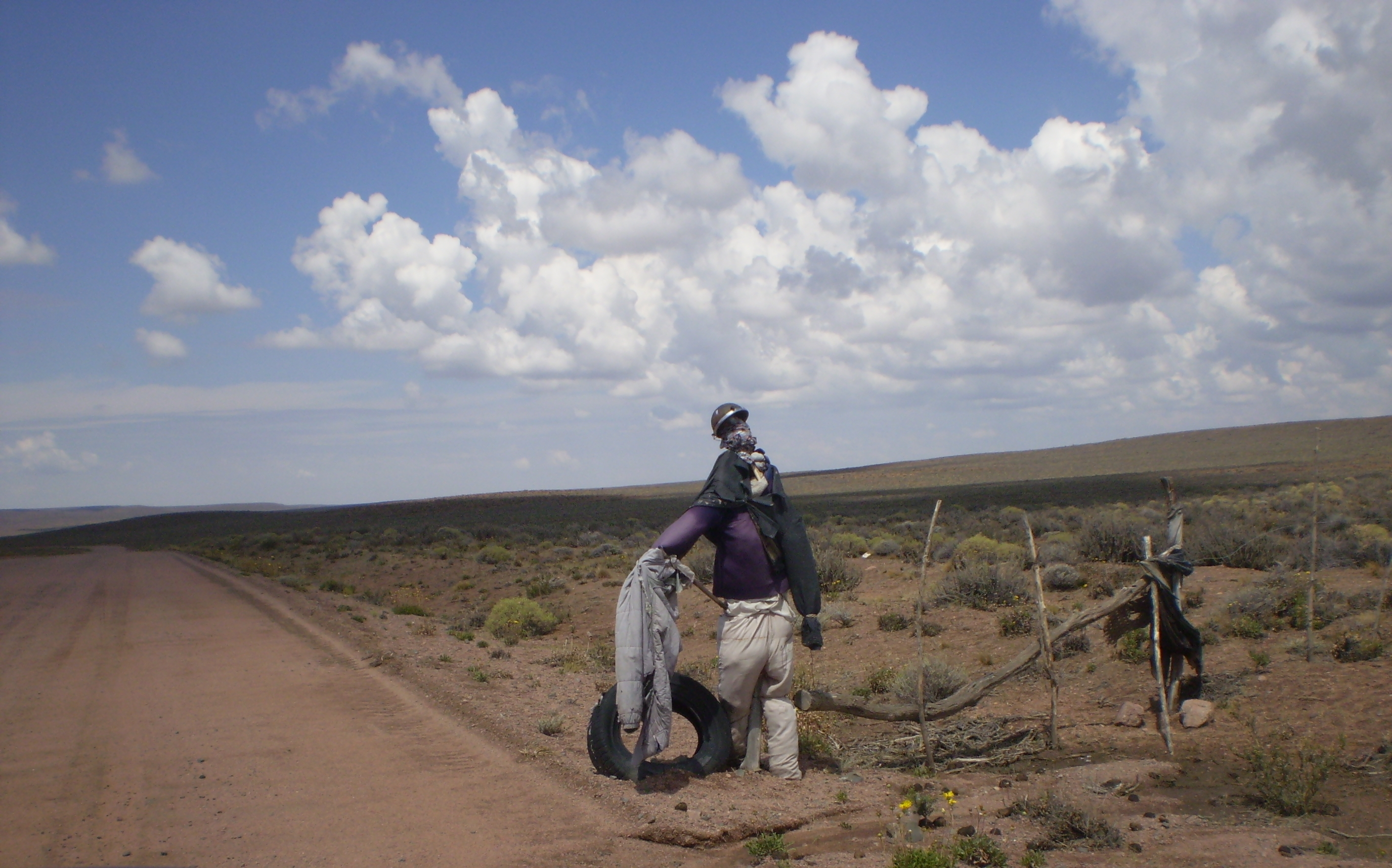
Lungo la Ruta Provincial n° 6.
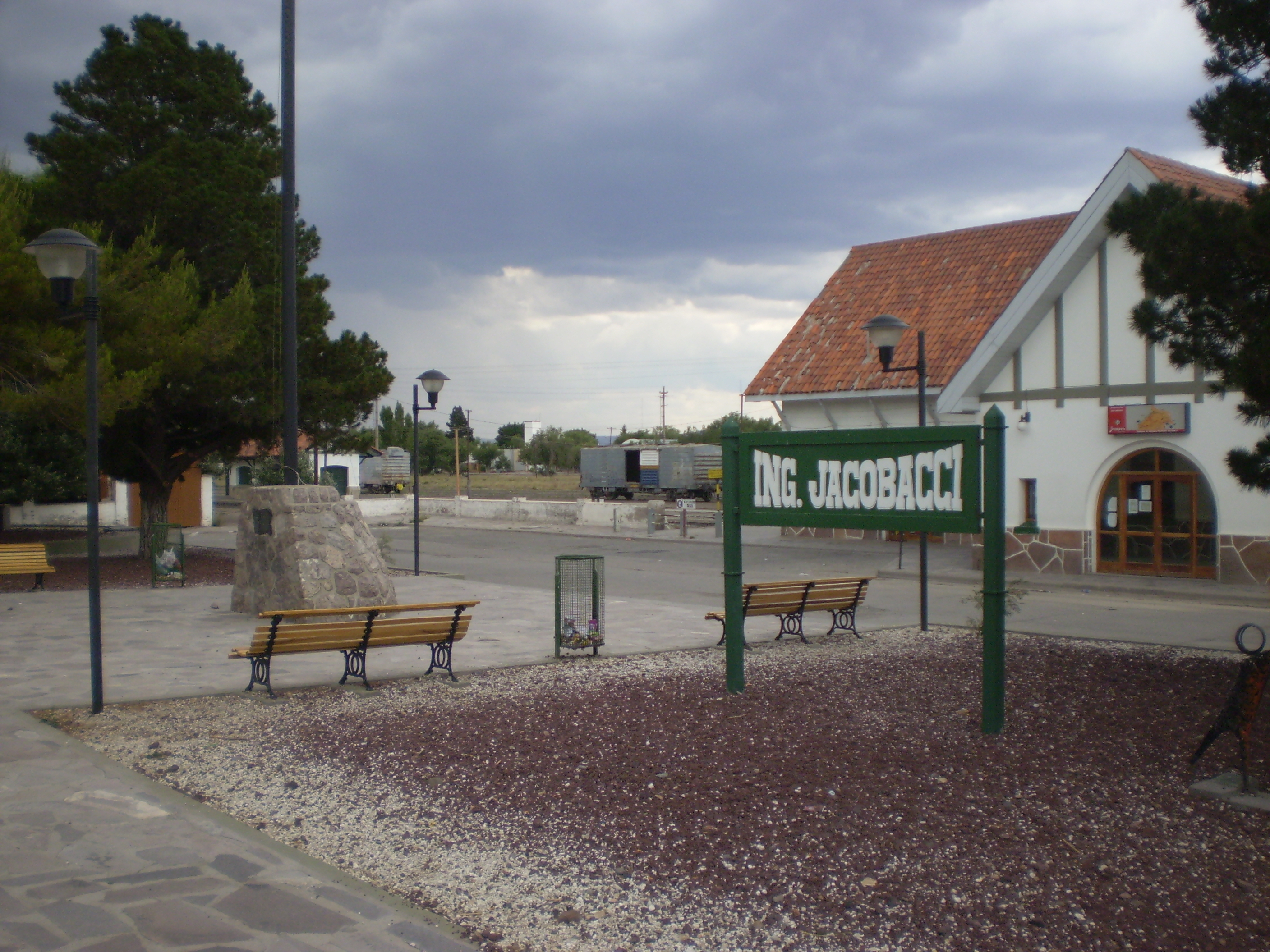
La stazione ferroviaria.